# Pianeta doppio

Rappresentazione delle orbite di due oggetti con la stessa massa

Un pianeta doppio è un insieme di due pianeti di massa simile o almeno comparabile, che orbitano l'uno attorno all'altro.
La distinzione tra un pianeta doppio e un sistema che comprende un pianeta e una luna non è precisa, e un accordo generale deve essere ancora raggiunto. Nella maggior parte dei casi, le lune sono piccolissime rispetto ai pianeti attorno a cui orbitano, quindi il problema non si pone.
Nel Sistema solare, ci sono due oggetti che possono essere considerati pianeti doppi:
1. la Terra e la Luna (con un rapporto di masse 81 a 1);[1][2]
2. Plutone con la sua luna Caronte (rapporto 9 a 1).

La distinzione più accettata sembra essere quella che, perché il sistema sia un pianeta doppio, il baricentro (che è anche il punto attorno a cui entrambi orbitano) non si trovi in nessuno dei due corpi, ma cada nello spazio. Usando questo test, Plutone e Caronte sono un pianeta doppio, mentre la Terra e la Luna no, seppur di poco: il baricentro cade all'interno della Terra, ad una profondità di circa 1.500 km (contro un raggio terrestre di 6350 km).
È interessante notare che il sistema Sole-Giove supera il test, perché il baricentro dei due cade all'esterno del Sole, e se il Sole fosse un pianeta questo sarebbe un pianeta doppio. Il fatto che questo accada nonostante l'enorme differenza di massa tra i due (1000 a 1) è dovuto alla grande distanza. Il test del baricentro deve quindi essere usato con cautela.